# L'últim dels mohicans
L'últim dels mohicans (títol original en anglès, The Last of the Mohicans) és una pel·lícula estatunidenca del 1992, del gènere d'aventures, basada en la novel·la clàssica de l'escriptor estatunidenc James Fenimore Cooper. Dirigida per Michael Mann, protagonitzada per Daniel Day-Lewis, Madeleine Stowe, Jodhi May, Russell Means, Eric Schweig, Patrice Chéreau i Pete Postlethwaite en els papers principals. Ha estat doblada al català.

## Argument
Nathaniel (Daniel Day-Lewis) és el fill adoptiu d'un indi que es considera l'últim dels mohicans. Durant una caça, Nathaniel, Uncas i el seu pare detecten empremtes d'indis hostils i els segueixen. No lluny d'allà, una columna de soldats anglesos, que transporten les filles del coronel Munro, Cora i Alice, la seva germana petita, amb el seu pare, és atacada per indis hostils. Les dones en sobreviuen juntament amb un oficial que pretén a una d'elles, mentre que la guarnició és assassinada i només se'n salven gràcies a la intervenció oportuna de Nathaniel i els seus companys. A la matança dels soldats anglesos ha intervingut un indi, Magua, que fingia ser llur guia.
Simultàniament als fets, França i Anglaterra estan en guerra pel territori del Canadà, i Munro defensa un fort a la frontera, on són conduïdes les filles de Munro per Nathaniel. Cora, la filla gran de Munro, i l'estimada de l'oficial anglès, s'enamora de Nathaniel i això crea conflictes i desídies al que era el seu promès llavors. La derrota de Munro al fort obliga l'evacuació dels seus ocupants a través de territoris hostils cap a la costa. La columna és atacada pels indis hostils renegats al comandament de Magua, qui assassina cruelment el coronel Munro, en venjança per actes antics i s'apodera de les seves filles per sacrificar-les.
Només Cora és rescatada per Nathaniel, qui arriba a convèncer el cap d'en Magua que deixi anar-la, en canvi, la seva germana petita, Alice, és deixada en mans de Magua, i l'oficial anglès per amor s'entrega a canvi de Cora. Finalment, el "germà" de Nathaniel, Uncas, mor en intentar salvar Alice, i aquesta, que estava enamorada d'ell, se suïcida. El pare d'Uncas se'n venja matant Magua en una baralla a mort.